# Valley View (Teksas)
Valley View – miasto w Stanach Zjednoczonych, w stanie Teksas, w hrabstwie Cooke.